# Ljubljanski trolejbus
Ljubljanski trolejbus je bil javno prevozno sredstvo v Ljubljani, deloval je od leta 1951 do leta 1971.
Ko je po mestu še vozil tramvaj in ni bil več kos povečanemu številu potnikov, so začeli razmišljati o vzpostavitvi drugačnih oblik javnega prevoza. Poleg trolejbusa je bil v igri tudi avtobus, ki je potihoma vseskozi pridobival na veljavi. 

## Prva trolejbusna proga
Prva trolejbusna proga je bila odprta 6. oktobra 1951 in je potekala za Bežigradom, in sicer od Vilharjeve ceste do Ježice. Trolejbus ni vozil v sam center mesta, ker je današnja Dunajska cesta še prečkala železniške tire in so se odgovorni bali, da ne bi prišlo do stika zapornic in kontaktnih vodov. Problem so rešili maja 1956, ko so kontaktne vode prestavili nad sredino ceste, zato so lahko trolejbusno progo podaljšali vse do Ajdovščine, kjer je bilo potem dve leti urejeno obračališče ter prestopna postaja med trolejbusi in tramvaji.

## Prvi trolejbusi
Prvi trolejbusi so bili narejeni v tovarni Fiat. Bili so modro-bele barve, tri osi so imele slabo vzmetenje, bili so tudi izredno težki. Zaradi tega jih po zadnji vožni niso vozili v remizo, pač pa so bili parkirani kar na obračališču za Bežigradom. Če so se pokvarili, so jih v remizo odvlekli s tovornjakom. Po podaljšanju proge do Ajdovščine pa so jih vsak večer v remizo odvlekli tramvaji.

## Razširitev trolejbusnega omrežja
Ko so v mestu dokončno ukinili tramvaje, so začeli z razširitvijo trolejbusnega omrežja. Nove kontaktne vode so napeljali nad Celovško cesto do Vižmarij in nad Tržaško cesto do Viča. Tako je leta 1957 nastala trolejbusna proga št. 1 Vižmarje – Vič. Kontaktne vode so leta 1962 napeljali nad današnjo Litostrojsko cesto do železniške proge, leta 1964 pa še na odseku od Ježice do Črnuč. Večjega obsega trolejbusno omrežje v Ljubljani ni imelo nikdar več.

### Trolejbusne proge
Delovale so naslednje trolejbusne proge:
| številka proge (leto obratovanja) | relacija               |
| --------------------------------- | ---------------------- |
| št. 1 (1957)                      | Šentvid – Ajdovščina   |
| št. 1 (1958 - 1959)               | Vižmarje - Ajdovščina  |
| št. 1 (1963 - 1971)               | Vič – Vižmarje         |
| št. 5 (1957 - 1959)               | Litostroj - Vič        |
| št. 5 (1960 - 1961)               | Vižmarje - Vič         |
| št. 5 (1963 - 1967)               | Litostroj - Stožice    |
| št. 6 (1951 - 1954)               | Vilharjeva – Ježica    |
| št. 6 (1954 - 1956)               | Ajdovščina – Ježica    |
| št. 6 (1957 - 1971)               | Vič – Ježica           |
| št. 7 (1957 - 1962)               | Litostroj – Ajdovščina |
| št. 8 (1964 - 1971)               | Litostroj – Črnuče     |

- Opomba: Na progah št. 2, 3 in 4 so vozili avtobusi.

## Nakupi novih trolejbusov
Druga generacija trolejbusov je bila iz švicarske tovarne Oerlikon. Vozila so bila kakovostna, vendar draga, zato so se odločili, da bodo vozila, ki so jih še potrebovali, začeli izdelovati v ljubljanski Avtomontaži. Domači trolejbus je bil izdelan na šasiji podjetja FAP, električni elementi pa so bili švicarski. Model je z leti dobil nekaj kozmetičnih popravkov (npr. večja, preglednejša stekla in armaturo). Taki modeli so bili že obarvani v kasneje značilno zeleno-belo barvno kombinacijo.

## Število trolejbusov
V voznem parku javnega prometa je bilo 53 trolejbusov, torej toliko kolikor je bilo prej tramvajev. Oštevilčeni so bili z internimi številkami od 300 do 353.

## Ukinitev trolejbusnega prometa
Trolejbus je zadnjič v Ljubljani peljal 4. septembra 1971 na progi št. 1. Po tem datumu so njegove naloge prevzeli izključno avtobusi.
Ukinitev je bila postopna; najprej so ukinili vožnje na najkasneje zgrajenih odsekih, nato so sledili naslednji (Ježica – Črnuče, Celovška cesta – Litostroj, Ajdovščina – Ježica in Vižmarje – Vič). Postopno so na vseh ukinjenih odsekih začeli uvajati vožnje z avtobusi. 
Razlogi, ki so pripeljali do ukinitve javnega prometa s trolejbusi, so bili naslednji:
- tokovni odjemniki so se snemali z žic oz. "so padli dol" in jih je bilo treba vsakič ponovno namestiti;
- pozimi so bile dodatne težave zaradi snega in posipanja cest s soljo. Slana voda je namreč prihajala v stik z električno napeljavo in povzročala kratek stik. Dogajalo se je celo, da je bila pod napetostjo celotna karoserija trolejbusa. To so občutili vstopajoči potniki, ki jih je pošteno streslo, če so se le dotaknili kovinskih delov vozila;
- ob zaporah in delu na cesti je bilo težko izvesti obvoze.

## Usoda trolejbusov
Vozila so končala razrezana v staro železo, nekaj od njih je bilo odloženih in zasutih na mestni deponiji, na lokaciji, kjer ima danes JP Snaga sortirnico odpadkov. Kontaktni vodi, ki so nad ulicami in cestami viseli še nekaj naslednjih let, so bili prodani podjetju Dinos. Najdlje se je do leta 1984 ohranil trolejbus z interno številko 350. Želeli so ga ohraniti kot edinstven primer trolejbusa v Ljubljani, a je končal tako kot vsi ostali - razrezan je bil v staro železo.